# Synagoga Suchera Lewkowicza w Łodzi
Synagoga Suchera Lewkowicza w Łodzi – prywatny dom modlitwy znajdujący się w Łodzi przy ulicy Południowej 30, obecnie Rewolucji 1905 roku.
Synagoga została zbudowana w 1895 roku z inicjatywy Suchera Lewkowicza. Mogła ona pomieścić 32 osoby. Podczas II wojny światowej Niemcy zdewastowali synagogę.